# Infliximab

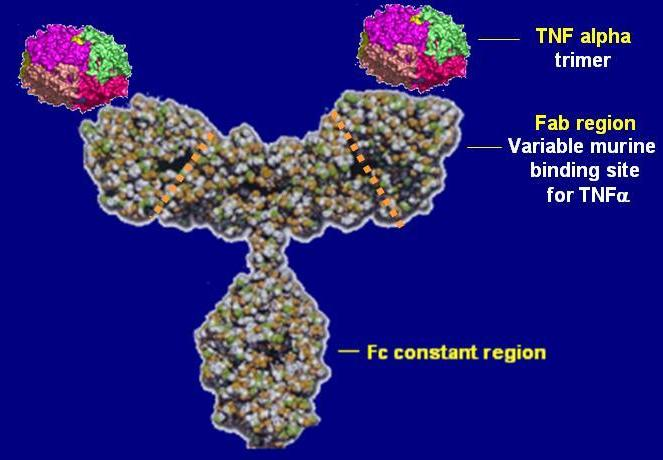
Estructura de l'infliximab

L'infliximab és un medicament biològic utilitzat per a tractar diverses malalties autoimmunitàries, entre elles l'artritis reumatoide i l'artritis psoriàsica; així com la sarcoïdosi, la malaltia de Crohn i la colitis ulcerosa. El seu mecanisme d'acció es basa en la inhibició del TNF-α. Fou desenvolupat clínicament per científics de la Facultat de Medicina de la Universitat de Nova York en col·laboració amb l'empresa Centocor (avui dia Janssen Pharmaceutica, una filial de Johnson & Johnson), a partir dels treballs del biòleg grec Giorgos Kollias. i el seu equip de recerca. Es tracta d'un anticòs artificial. Un dels seus principals efectes adversos és l'augment en el malalt del risc de sofrir infeccions oportunistes.
L'ús endovenós d'aquest fàrmac s'ha de fer controlant acuradament la dosi administrada i sota un monitoratge continu dels signes vitals, per tal d'evitar alteracions hemodinàmiques perilloses i altres reaccions no desitjades.
Comercialitzat a Espanya com Flixabi, Inflectra, Remicade, Remsima, Zessly.